# 小雷滕斯泰因山

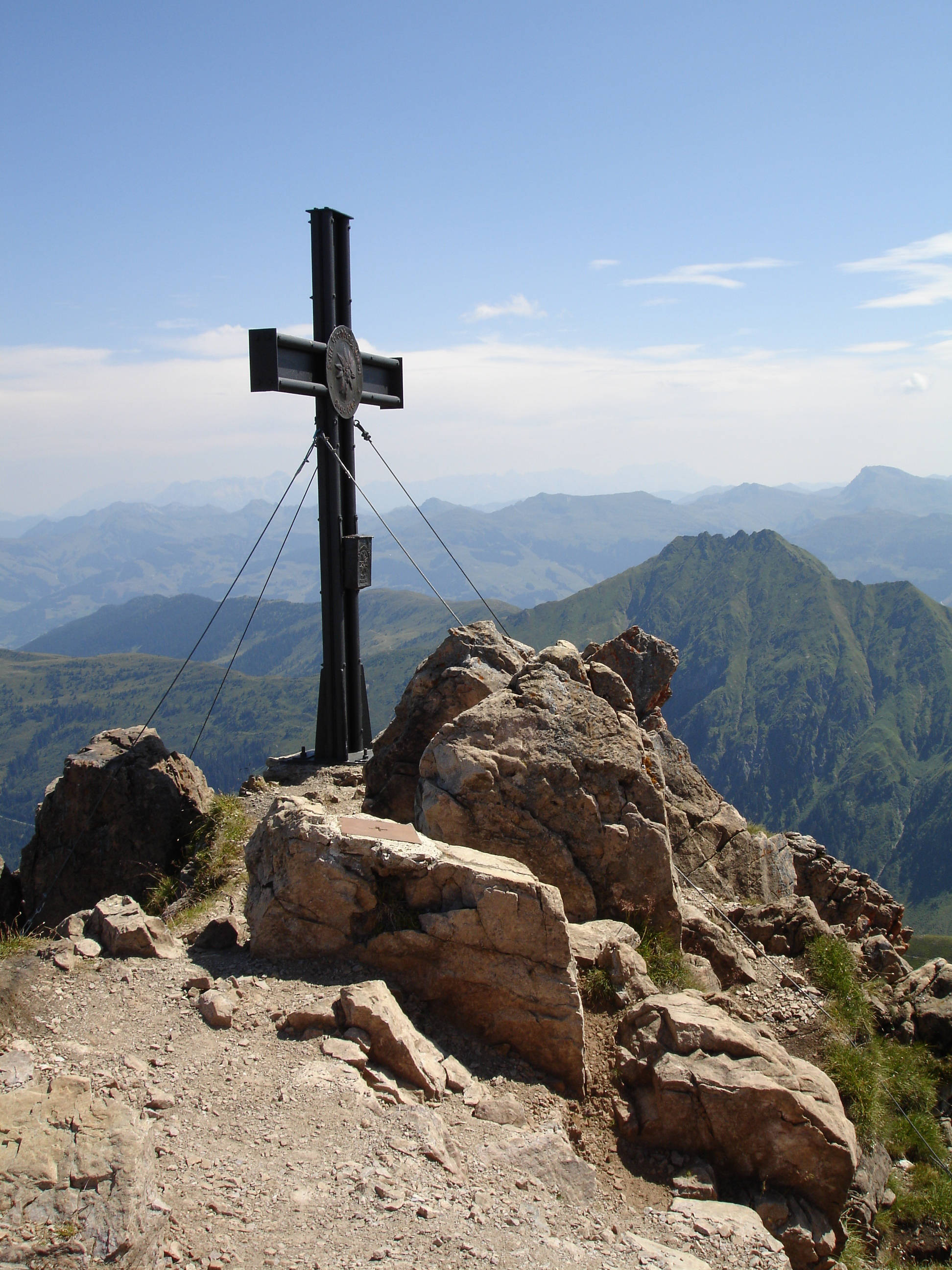

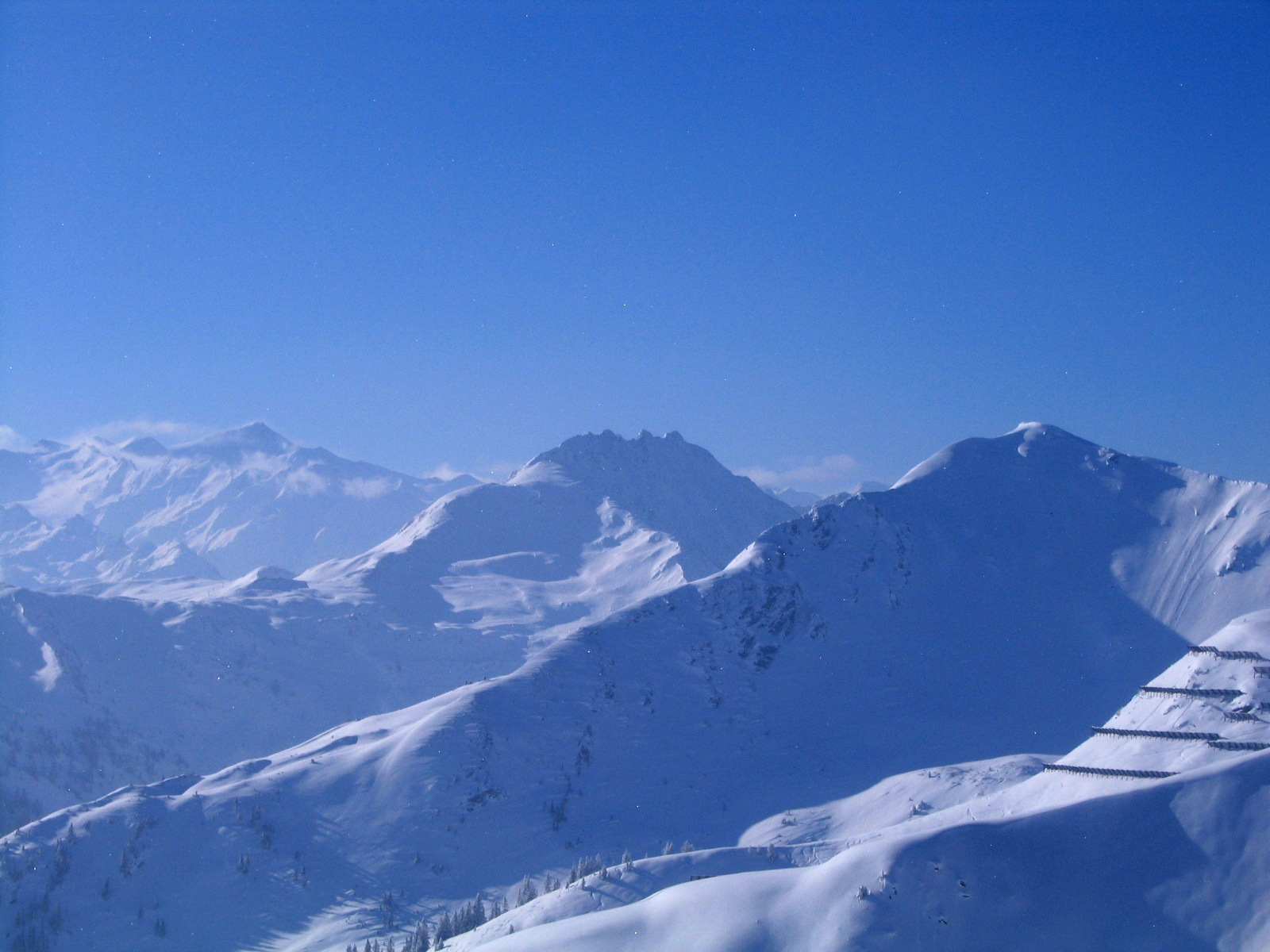

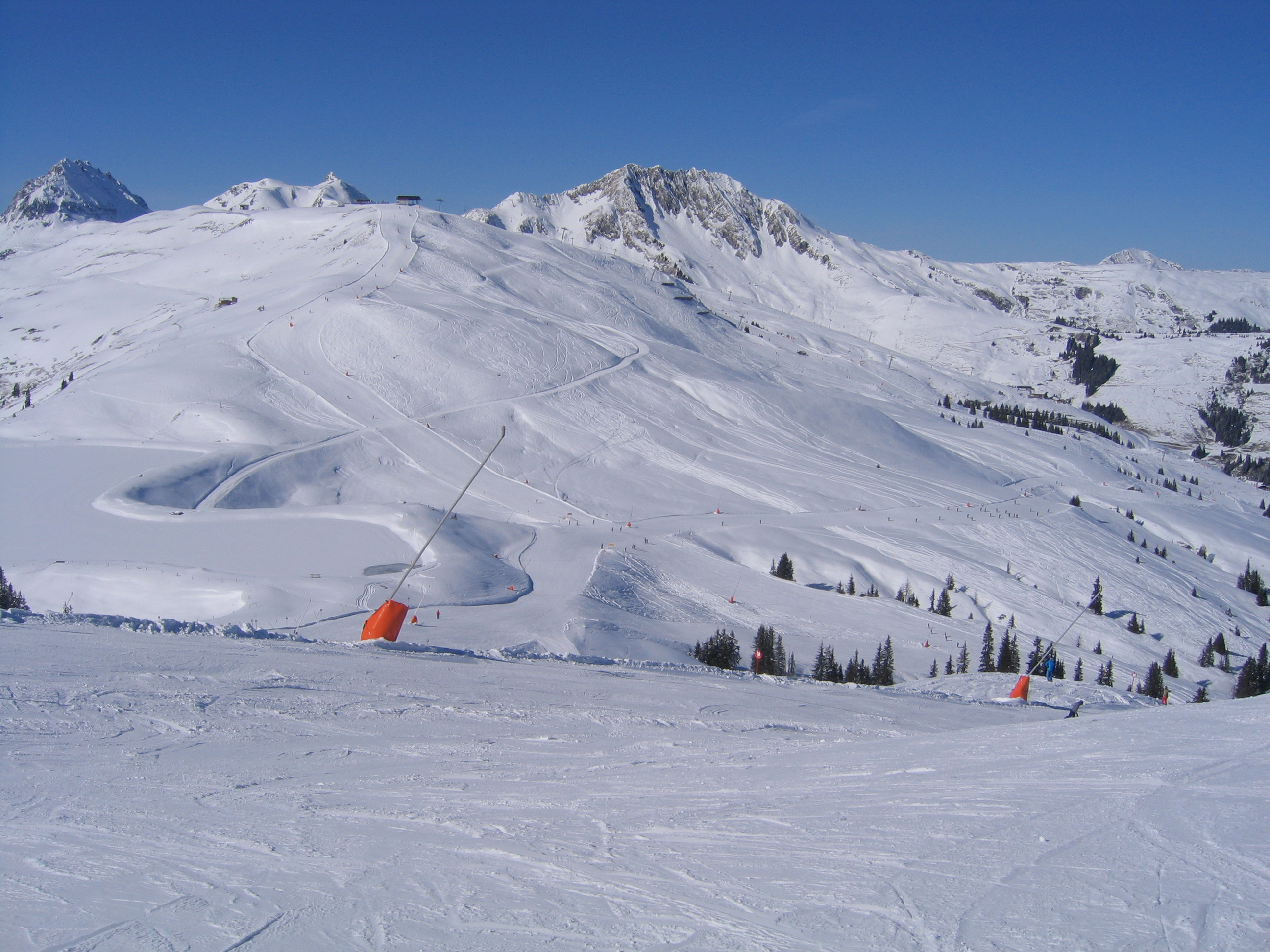

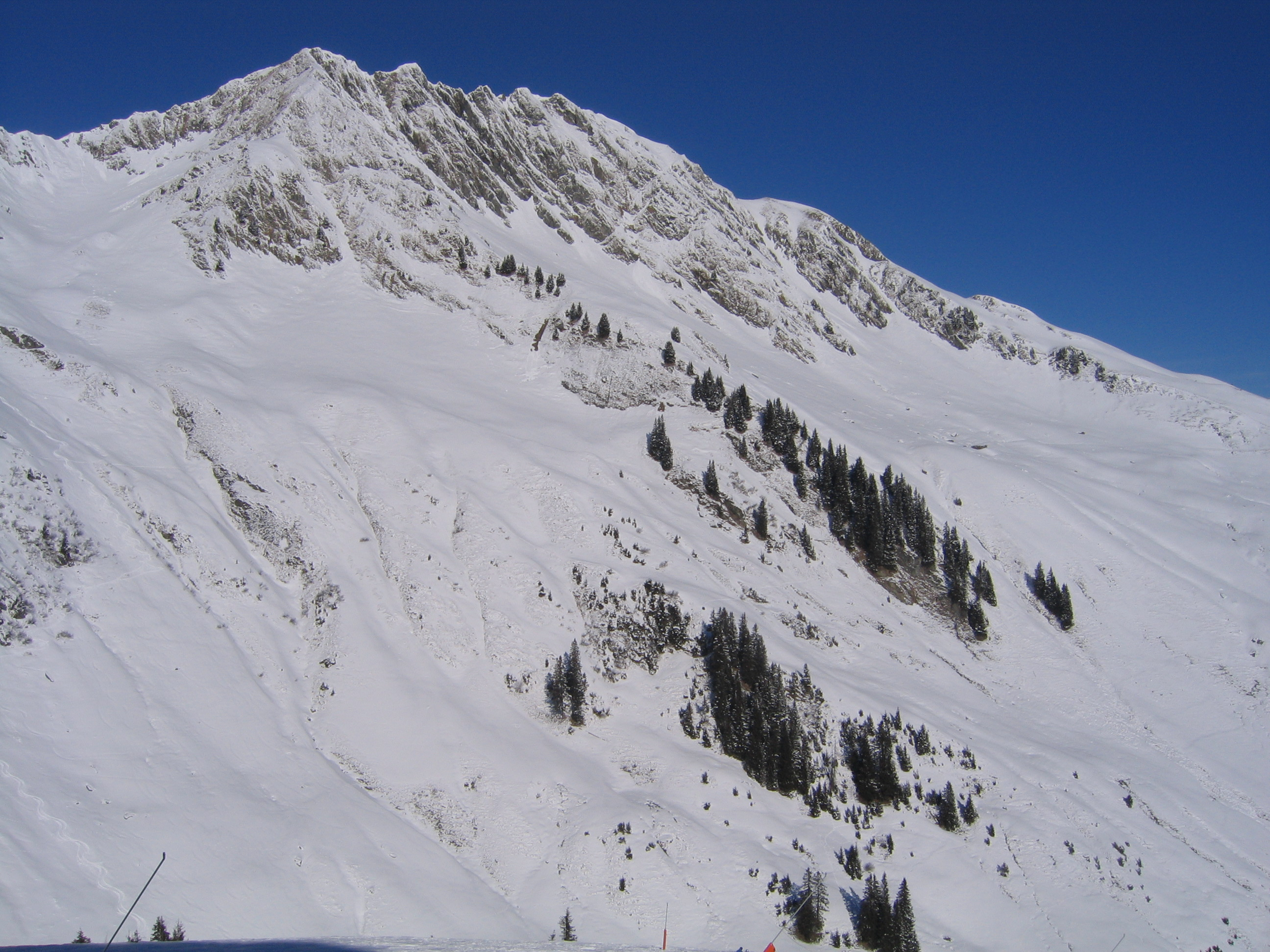

47°20′13″N 12°20′30″E / 47.33694°N 12.34167°E
小雷滕斯泰因山（德語：Kleiner Rettenstein），是奧地利的山峰，位於該國西部，處於蒂羅爾州和薩爾茨堡州接壤的邊界，屬於基茨比爾阿爾卑斯山脈的一部分，海拔高度2,216米，每年平均降雨量1,971毫米。